# 德国大教堂
德国大教堂（德語：Deutscher Dom）是德国柏林的一座教堂，位于御林广场（Gendarmenmarkt），法国大教堂（Französischer Dom）的对面。1705年，由 Giovanni Simonetti 建造，设计者是 Martin Grünberg。1785年，Carl von Gontard 改建了这座教堂，并建造了穹形塔楼。
这座教堂虽然名字叫“Dom”，但其实并非主教座堂，因为从未有主教驻扎于此。
德国主教座堂在第二次世界大战中彻底被毁，后来在1977年到1988年之间重建。1996年，这座教堂在更新后，作为展示德国历史的博物馆重新开放。

## 外部連結
- German Bundestag Historic Exhibition （页面存档备份，存于）
- [http://www.evkg-friedrichstadt.de （页面存档备份，存于） Congregation in the F